# Penumbra: Requiem
Penumbra: Requiem – dodatek do komputerowej gry przygodowej z elementami survival horroru Penumbra: Czarna plaga, stworzony przez Frictional Games. Jest trzecim epizodem serii Penumbra, jego premiera nastąpiła 27 sierpnia 2008 roku, mimo iż Czarna plaga miała być ostatnią częścią serii.

## Fabuła
Do pokoju, w którym znajduje się Philip po wysłaniu wiadomości, wdziera się potwór i pozbawia go przytomności. Budzi się on w dziwnych ruinach, w których znajduje się technologia nie wyglądająca na ludzką. Wydostaje się z nich za pomocą portalu, który przenosi go z powrotem do kompleksu badawczego. Przez znalezione radio kontaktuje się z nim pracownik Schronu. Philip słyszy także Reda, człowieka poznanego w pierwszej części. W końcu Philip dociera do miejsca, gdzie zabił Reda w Przebudzeniu i musi podjąć tam wybór: albo dołączyć do niego i spłonąć razem z nim, albo wyjść z pomieszczenia. W pierwszym wypadku gra ukazuje martwego mężczyznę leżącego w pomieszczeniu, z którego został wysłany e-mail i zaczęła się gra, a w drugim Philip przenosi się do kajuty statku, którym płynął do kompleksu badawczego.

## Rozgrywka
Gra przedstawiona jest z perspektywy pierwszej osoby. W odróżnieniu do wcześniejszych części w Requiem nie występują elementy grozy ani przeciwnicy. Zadaniem gracza jest eksploracja poziomów, rozwiązywanie zagadek i unikanie niebezpieczeństw. Gra składa się z dziewięciu poziomów, a na każdym z nich gracz musi odnaleźć dwa klucze do portalu, a na końcu sam portal transportujący go do następnego obszaru.

## Odbiór
Penumbra: Requiem została oceniona mniej przychylnie, niż pozostałe części, zyskując średnią ocen 67/100 w serwisie Metacritic, 62 w MobyGames oraz wynik 62,57% w GameRankings.